# لستر سی. هانت
لستر سی. هانت (به انگلیسی: Lester C. Hunt) سناتور سابق عضو حزب دموکرات ایالات متحده آمریکا بود. وی در سال ۱۹۴۹ تا ۱۹۵۴ میلادی سناتور ایالت وایومینگ در سنای ایالات متحده آمریکا بود.